# Källgräs
Källgräs eller Narvgräs (Catabrosa aquatica) är en växtart i familjen gräs, och enda arten i sitt släkte.
Källgräset är utspritt i hela det norra tempererade området. Det är ett 20–60 centimeter högt flerårigt glatt vattengräs md stor pyramidlik vippa och små, ofta violetta småax. Källgräs förekommer tämligen allmänt på våta ställen i större delen av Sverige upp till södra Norrland.